# Haywardella edmondsii
Haywardella edmondsii is een vlinder uit de onderfamilie Satyrinae van de familie Nymphalidae. De wetenschappelijke naam van de soort is voor het eerst geldig gepubliceerd in 1881 door Arthur Gardiner Butler.